# Le ossa del ragno
(Incipit di Le ossa del ragno)
Le ossa del ragno, scritto nel 2010, è il tredicesimo libro riguardante le avventure dell'antropologa forense Temperance Brennan, ideata dalla scrittrice statunitense Kathy Reichs.

## Trama
Nelle acque del lago Hemmingford, in Québec, viene ritrovato da un pescatore il cadavere di un uomo con indosso un reggiseno e degli slip rosa dentro ad un involucro di plastica. Dalle analisi il corpo risulta appartenere a John Charles Lowery e la causa della morte è asfissia associata ad attività autoerotica. Spider (in italiano significa ragno), soprannome attribuito a Lowery vista la sua passione per i ragni, però, risulta essere morto soldato nel 1968 in Vietnam; è necessario, quindi, far riesumare quelli che sarebbero i suoi resti ed analizzarli alle Hawaii, presso i laboratori del JPAC, l'ente responsabile dell'identificazione dei cittadini statunitensi morti in guerra. Incontra difficoltà, quando chiede al padre del soldato, Platone Lowery, un campione del DNA per poter accertare quanto è emerso dalle analisi e questi si rifiuta, perché non vuole rischiare di infangare la memoria del figlio. Pare infatti che Spider fosse disertore e che abbia condotto la sua vita sotto falso nome, Jean Laurier. A complicare le cose, il ritrovamento di ossa di un uomo, ad una delle quali c'è legato il collare di un cane con sopra il nome di Lowery ed il fatto che il nome del soldato fosse ancora tenuto negli archivi della FBI. Le informazioni che risultano dalle indagini e dalle analisi di laboratorio fanno assumere alla storia di Spider connotazioni scandalose che rischiano di mettere a repentaglio definitivamente la sua reputazione di uomo, ma soprattutto di soldato e portare alla luce trame segrete di sparizioni ed identità violate, pagate anche con il sangue.

## Personaggi
- Temperance Brennan: protagonista ed antropologa forense;
- Andrew Ryan: tenente della Section de Crimes contre la Personne della SUQ (Sûreté du Quebec).

## Narrazione
Il romanzo è narrato in prima persona dalla protagonista e vi è un intreccio tra descrizioni scientifiche delle procedure utilizzate, la narrazione degli eventi, dei contesti e dei personaggi ed infine le sensazioni e le emozioni della dottoressa.

## Edizioni
- Kathy Reichs, Le ossa del ragno, traduzione di Annoni I., Rizzoli, 2010,  p. 396, ISBN 978-88-17-04075-4.